# Кологривка
Кологри́вка — деревня в составе Дмитриевского сельсовета Краснобаковского района Нижегородской области.

## Население
| 2002 | 2010 |
| ---- | ---- |
| 28   | ↘15  |